# Maskenspringaffe
Der Maskenspringaffe (Callicebus personatus) ist eine Primatenart aus der Unterfamilie der Springaffen innerhalb der Familie der Sakiaffen (Pitheciidae).

## Merkmale
Maskenspringaffen zählen zu den größeren Springaffen, sie erreichen eine Kopfrumpflänge von 31 bis 42 Zentimetern, der Schwanz ist mit 42 bis 56 Zentimetern deutlich länger als der Körper. Das Gewicht beträgt 1,0 bis 1,6 Kilogramm, wobei die Männchen geringfügig größer sind als die Weibchen. Das Fell ist lang und dicht, die Hinterbeine lang, der Kopf klein und rundlich. Namensgebendes Merkmal ist der schwarz gefärbte Kopf, an den Wangen befinden sich lange, bartähnliche, ebenfalls schwarze Haare. Der Rest des Körpers ist gelbbraun oder orange gefärbt – hier gibt es zwei Farbmorphen. Der lange Schwanz ist gleich gefärbt wie der Körper, er kann nicht als Greifschwanz eingesetzt werden.

## Verbreitung und Lebensraum
Maskenspringaffen leben im südöstlichen Brasilien an der Atlantikküste. Ihr Verbreitungsgebiet umfasst den Süden von Espírito Santo, den Osten von Minas Gerais und den Norden von Rio de Janeiro. Ihr Lebensraum sind die Küstenwälder.

## Lebensweise
Maskenspringaffen sind wie alle Springaffen tagaktiv und halten sich zumeist in den Bäumen auf, sie kommen sehr selten auf den Boden. Im Geäst bewegen sie sich auf allen vieren fort, oft springen sie auch. Sie leben in Familiengruppen, die ein Männchen, ein Weibchen und den gemeinsamen Nachwuchs, insgesamt zwei bis sieben Tiere, umfassen. Die beiden Partner sind monogam, sie bleiben oft ein Leben lang zusammen. Maskenspringaffen sind territorial, mit Duettgesängen machen sie Artgenossen auf Revier aufmerksam, es kann aber auch zu aggressiven Begegnungen kommen.
Die Nahrung dieser Tiere besteht vorwiegend aus Früchten, daneben nehmen sie auch Blätter und andere Pflanzenteile sowie Insekten zu sich.
Das Weibchen bringt ein einzelnes Jungtier zur Welt. Nach den ersten Lebenstagen übernimmt der Vater die Hauptverantwortung für das Junge, er trägt es herum und bringt es der Mutter nur zum Säugen.

## Gefährdung
Der Lebensraum der Maskenspringaffen liegt in einer der dichtestbesiedelten Regionen Brasiliens, dementsprechend verkleinert und zerstückelt ist ihr Verbreitungsgebiet. Hauptgefährdung stellt die weiterhin fortschreitende Lebensraumzerstörung dar, die Bejagung spielt wenig bis gar keine Rolle. Die IUCN listet die Art als „gefährdet“ (vulnerable).
In Europa wird die Art nicht mehr gepflegt, ehemalige Halter sind Köln, Hamburg und Rotterdam.

## Systematik
Der Maskenspringaffe ist eine von rund 30 Arten der Gattung der Springaffen (Callicebus). Innerhalb dieser Gattung ist er namensgebendes Mitglied der personatus-Artengruppe, die daneben noch den Nordbahia-Springaffen, den Coimbra-Springaffen, den Südbahia-Springaffen und den Schwarzstirn-Springaffen umfasst. Alle diese Arten wurden bis vor kurzem mit dem Maskenspringaffen zu einer Art zusammengefasst. Die Springaffen der personatus-Gruppe sind die größten Vertreter ihrer Gattung und als einzige nicht im Amazonasbecken, sondern in Südostbrasilien verbreitet.

## Belege
1. ↑    ZTL 18.6